# Państwowa Odznaka Sportowa
Państwowa Odznaka Sportowa (POS) – polska odznaka z okresu II Rzeczypospolitej przyznawana na podstawie rozporządzenia Rady Ministrów z dnia 27 czerwca 1930 r. Prawo otrzymania odznaki przysługiwało każdemu nieposzlakowanemu obywatelowi polskiemu, który ukończył 14 lat życia (osoba płci żeńskiej 16 lat) i poddał się z dodatnim wynikiem okresowej próbie sprawności fizycznej.

## Zasady nadawania
Odznakę przyznaje przewodniczący Wojewódzkiego Komitetu Wychowania Fizycznego i przysposobienia wojskowego na wniosek przewodniczącego powiatowego komitetu wychowania fizycznego i przysposobienia wojskowego.
Zaświadczenia i świadectwa mogą wydawać, w zakresie swojej gałęzi sportu, tylko te związki i stowarzyszenia, które będą do tego upoważnione przez związki centralne. Odznakę nadawano na okres 2 lat począwszy od 1 stycznia 1931.
Prawo do odznaki traci się w wypadkach skazania przez Sąd lub utraty obywatelstwa polskiego.
Okresowe próby sprawności fizycznej organizowali:
- przewodniczący powiatowych (stołecznego, miejskich) komitetów wychowania fizycznego i przysposobienia wojskowego – dla obywateli polskich, zamieszkałych w obrębie odnośnego powiatu (miasta);
- dowódcy pułków i równorzędni – dla osób pełniących czynną służbę wojskową
- dyrektorowie (przełożone): Centralnego Instytutu Wychowania Fizycznego, studiów wychowania fizycznego przy uniwersytetach, państwowych szkół średnich ogólnokształcących, seminariów nauczycielskich, szkół zawodowych i prywatnych zakładów naukowych o typie powyższym, posiadających prawa szkol państwowych – dla słuchaczy (słuchaczek), uczniów i uczennic;

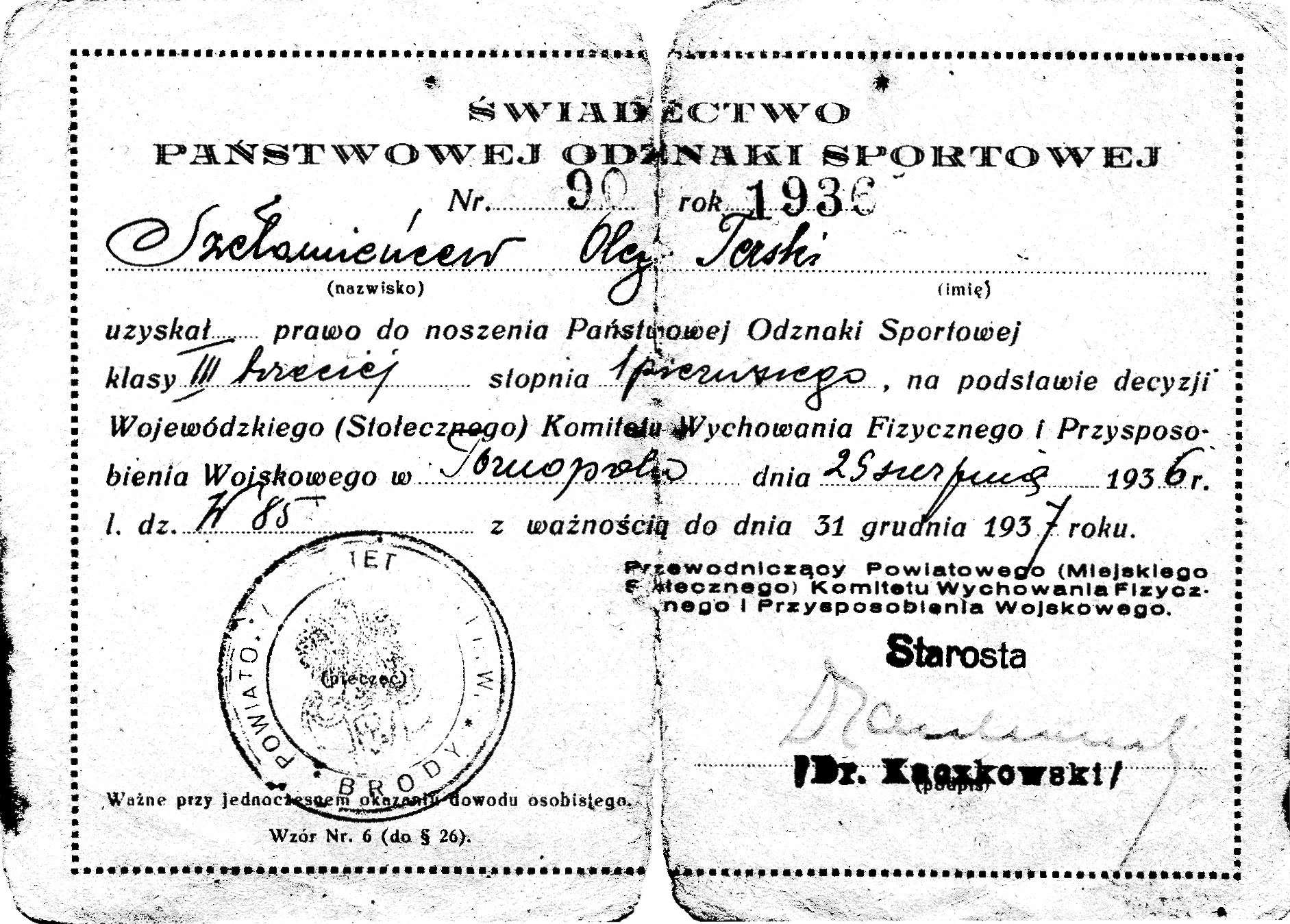
Świadectwo Państwowej Odznaki Sportowej

- Świadectwo Państwowej Odznaki Sportowejprzewodniczący związków i stowarzyszeń sportowych oraz wychowania fizycznego i przysposobienia wojskowego, upoważnionych przez dyrektora Państwowego Urzędu Wychowania Fizycznego i Przysposobienia Wojskowego.

Osoby, którym przyznano prawo do odznaki, nabywają ją na koszt własny.

Wraz z odznaką wydawano dokument – świadectwo POS.

Fakt posiadania odznaki odnotowywano w kartach kwalifikacyjnych oficerów, podoficerów i żołnierzy słowami – Posiada P.O.S.

W latach 30. powstał „Marsz POS”, napisany przez Edwarda Maja – byłego kapelmistrza 5 batalionu saperów z Krakowa.
Próba na POS składała się z sześciu grup sprawności fizycznych:
- Grupa I – gimnastyka i pływanie do 100 m;
- Grupa II – skoki;
- Grupa III – biegi do 800 m, pływanie do 100 m, jazda na łyżwach do 500 m;
- Grupa IV – rzut dyskiem, oszczepem, piłką, granatem, pchnięcie kulą, boks, szermierka, gry sportowe, strzelanie (dla kobiet);
- Grupa V – marsze do 20 km, biegi do 5 km, wycieczki piesze do 3 dni, biegi narciarskie do 18 km, biegi łyżwiarskie do 10 km, jazda na rowerze do 20 km, rajd konny do 2 dni, pływanie do 1000 m, wioślarstwo i wycieczki wioślarskie do 1 dnia, gry sportowe.
- Grupa VI – strzelanie (dla mężczyzn) i gry sportowe (dla kobiet);

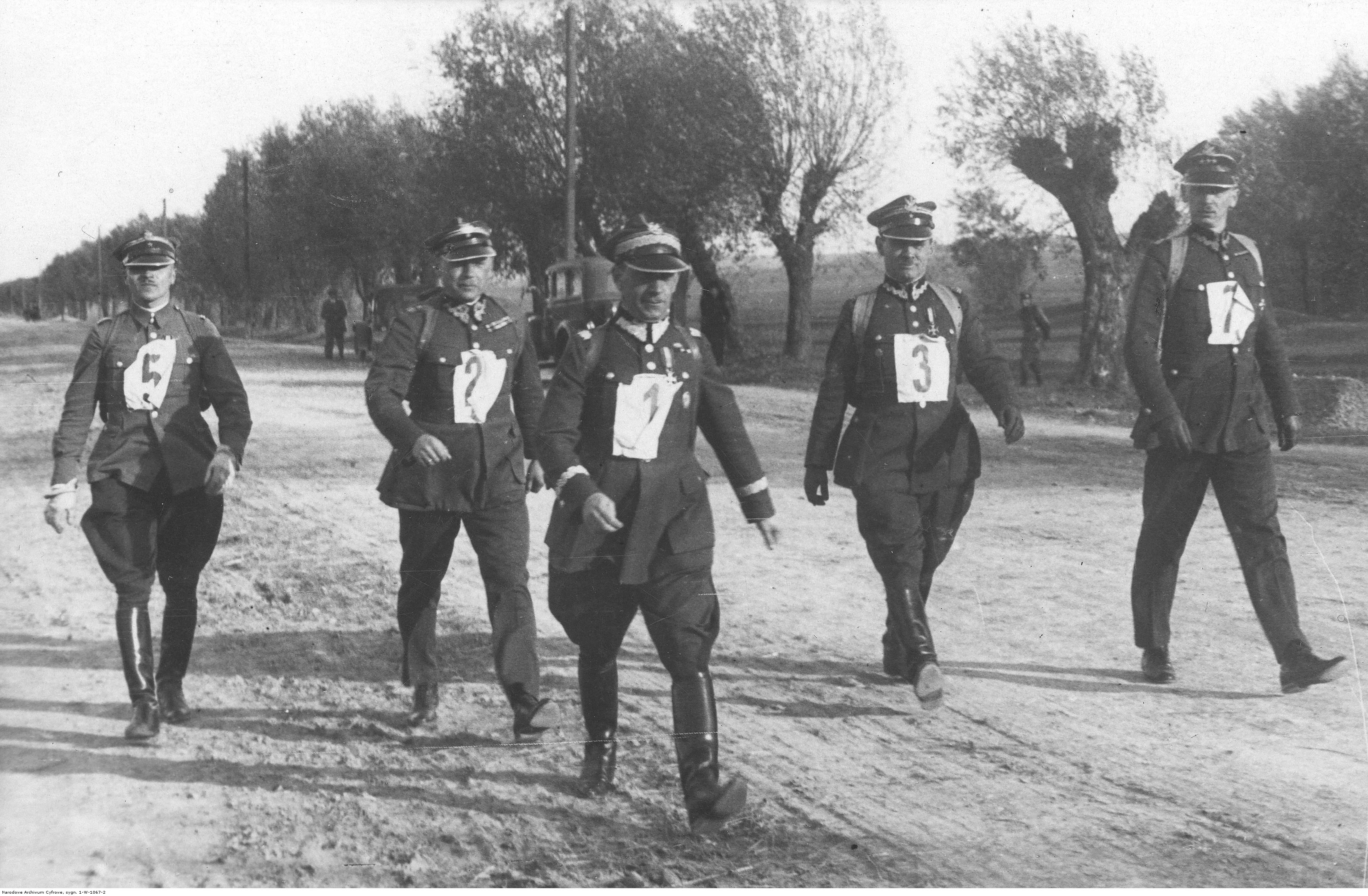
Marsz o odznakę sprawnościową w DOK X Przemyśl. Widoczni są mjr Przemysław Nakoniecznikoff-Klukowski (nr 5), mjr Tadeusz Żyborski (nr 2), gen. Stanisław Tessaro (nr 1), mjr Stawarz (nr 3), kpt. Żwinklewicz (nr 7).

Ustala się następujące kategorie wieku dla mężczyzn i kobiet:
- Mężczyźni:
  - kategoria M – A od 21 do 34 roku życia włącznie,
  - kategoria M – B od 19 do 20 roku życia włącznie,
  - kategoria M – C od 17 do 18 roku życia włącznie,
  - kategoria M – D od 15 do 16 roku życia włącznie,
  - kategoria M – E od 35 do 44 roku życia włącznie,
  - kategoria M – F od 45 do 50 roku życia włącznie,
  - kategoria M – G od 51 roku życia włącznie.
- Kobiety:
  - kategoria K – A od 21 do 30 roku życia włącznie,
  - kategoria K – B od 19 do 20 roku życia włącznie,
  - kategoria K – C od 17 do 18 roku życia włącznie,
  - kategoria K – D od 31 do 40 roku życia włącznie,
  - kategoria K – E od 41 do 50 roku życia włącznie,
  - kategoria K – F od 51 roku życia włącznie.

## Stopnie odznaki
Państwowa Odznaka Sportowa dzieli się na trzy klasy, a każda klasa miała 4 stopnie:
- Klasa I – odznaka brązowa,
- Klasa II – odznaka srebrna,
- Klasa III – odznaka złota,

## Sposób noszenia
Osoby niepełniące czynnej służby wojskowej noszą odznakę na lewej piersi, miniaturę (1/2 naturalnej wielkości) – w lewej klapie surduta. W Wojsku Polskim szeregowcy i podoficerowie nosili odznakę na prawej piersi, a oficerowie miniaturkę POS na koalicyjce.

## Wygląd
Państwową odznaką sportową jest stylizowany orzeł z białej emalii o rozpiętości skrzydeł 2 cm, którego dolna część spoczywa na połówce owalnej tarczy, wykonanej – zależnie od klasy – z brązu, srebra lub złota. Na tarczy umieszczone są litery P. O. S. z czerwonej emalii. Wysokość odznaki 3,5 cm, szerokość 2,9 cm.